# インパクト・クラッシュ
『インパクト・クラッシュ』（原題：Ghazi/The Ghazi Attack）は、2017年に公開されたインドの戦争映画。サンカルプ・レッディの監督デビュー作である。第三次印パ戦争におけるパキスタン海軍潜水艦「ディアブロ」の不可解な沈没事件を題材にしており、テルグ語・ヒンディー語で製作され、タミル語吹替版も製作されている。主演はラーナー・ダッグバーティが務め、タープシー・パンヌ、ケイ・ケイ・メーノーン、アトゥル・クルカルニーが共演している。2017年2月17日に公開され、批評家から好評されている。
映画は第三次印パ戦争中に発生した事件を題材にしており、インド海軍潜水艦の将校と乗組員の18日間を描いている。映画は戦争中にヴィシャーカパトナムで沈没した潜水艦「ディアブロ」を扱い、「ディアブロ」を撃沈することになったインド海軍潜水艦「カランジ」乗組員の勇気と愛国心に焦点が当てられている。
2018年4月13日に発表された第65回国家映画賞で、テルグ語長編映画賞を受賞した。

## あらすじ
バングラデシュ独立戦争によって東パキスタンの難民がインドに流入し、パキスタン・インド間の緊張が高まる中、パキスタン海軍は潜水艦ガーズィーにベンガル湾への出撃を命じる。同じころ、ガズィー出撃の情報を入手したインド海軍東部司令部では潜水艦S21に索敵を命じるが、ランヴィジャイ・シン艦長の暴走を危惧したナンダ大将とラマン中将は監視役としてアルジュン少佐を同行させる。ガーズィー艦長ラザクは攻撃目標の空母ヴィクラントを発見できなかったことからヴィシャーカパトナム攻撃を決断し、インド海軍の注意をそらすため商船を撃沈する。商船の撃沈を察知したS21は沈没地点に向かい、アルジュンは生存者の東パキスタン難民アナンヤと少女を救助する。
ランヴィジャイはガーズィーの追跡・撃沈を命じるが、司令部の待機命令を遵守するよう求めるアルジュンと口論になる。ガーズィーの行動を陽動だと見抜いたランヴィジャイはヴィシャーカパトナム方面にS21を向かわせ、ガーズィーを不意打ちする。ランヴィジャイは限界深度を超えてS21を潜航させ攻撃態勢を取ろうとするが、反発したアルジュンはS21を浮上させようとして一触即発となるものの、デーヴラージ副長の仲裁で事態は収束する。アルジュンはランヴィジャイの独断専行を容認するデーヴラージに詰め寄るが、彼からランヴィジャイの息子が第二次印パ戦争の際、司令部の待機命令を遵守したためパキスタン軍の奇襲を察知しながら攻撃できず戦死していたことを聞かされる。ランヴィジャイの独断専行の真意を知ったアルジュンは、彼の指揮に賛同するようになる。
S21はガーズィーを追跡するが、ラザクが仕掛けた機雷の罠にかかり爆発してランヴィジャイが死亡する。重傷を負ったデーヴラージから指揮権を委ねられたアルジュンは乗組員たちを鼓舞してガーズィーの撃沈を命じる。機雷の爆発で浮上と潜航しかできなくなったS21はガーズィーからの魚雷攻撃を避けつつ魚雷の射程内に誘い込み、艦首側に回り込んできたガーズィーに魚雷を発射し、撃沈に成功する。ガーズィーを撃沈したS21は海面に浮上し、駆け付けたインド海軍の駆逐艦に救助される。

## キャスト
インド海軍
- アルジュン・ヴァルマー少佐 - ラーナー・ダッグバーティ
- ランヴィジャイ・シン艦長 - ケイ・ケイ・メーノーン（英語版）
- サントーシュ・デーヴラージ副長 - アトゥル・クルカルニー
- アナンヤ医師 - タープシー・パンヌ（英語版）
- V・S・ナンダ大将 - オム・プリ
- K・T・ラマン中将 - ナーサル
- ギリシュ・クマールRAWエージェント（英語版） - ミリンド・グナージ（英語版）
- ラジヴ・タクール乗組員 - サティヤ・デヴ・カンチャラナ（英語版）
- カマラカール・シンデ乗組員 - ラヴィ・ヴァルマ（英語版）
- ニレーシュ・ミシュラ乗組員 - プリヤダルシ・プリコンダ（英語版）
- B・サンジャイ乗組員 - バーラト・レッディ（英語版）
- V・ムールティ乗組員 - チルヴィール（英語版）
- ターン・シン乗組員 - キャプト・S・N・アーメド
- N・ティワーリー乗組員 - ニテーシュ・パンディ
- カピール・シン - クナル・カウシク
- ランジャン・セングプタ下級士官 - マヤバン・ラヒリ
- ラームサーガル - ナレン・ヤーダヴ
- イクバール給仕 - ラマヌジ・ドゥバイ

パキスタン海軍
- ラザク・ムハンマド・カーン艦長 - ラーフル・シン（英語版）
- ナビゲーション・オフィサー - ジャイ・ジャー
- 参謀 - ビクラムジート・カンワルパル（英語版）

## 製作

### 企画

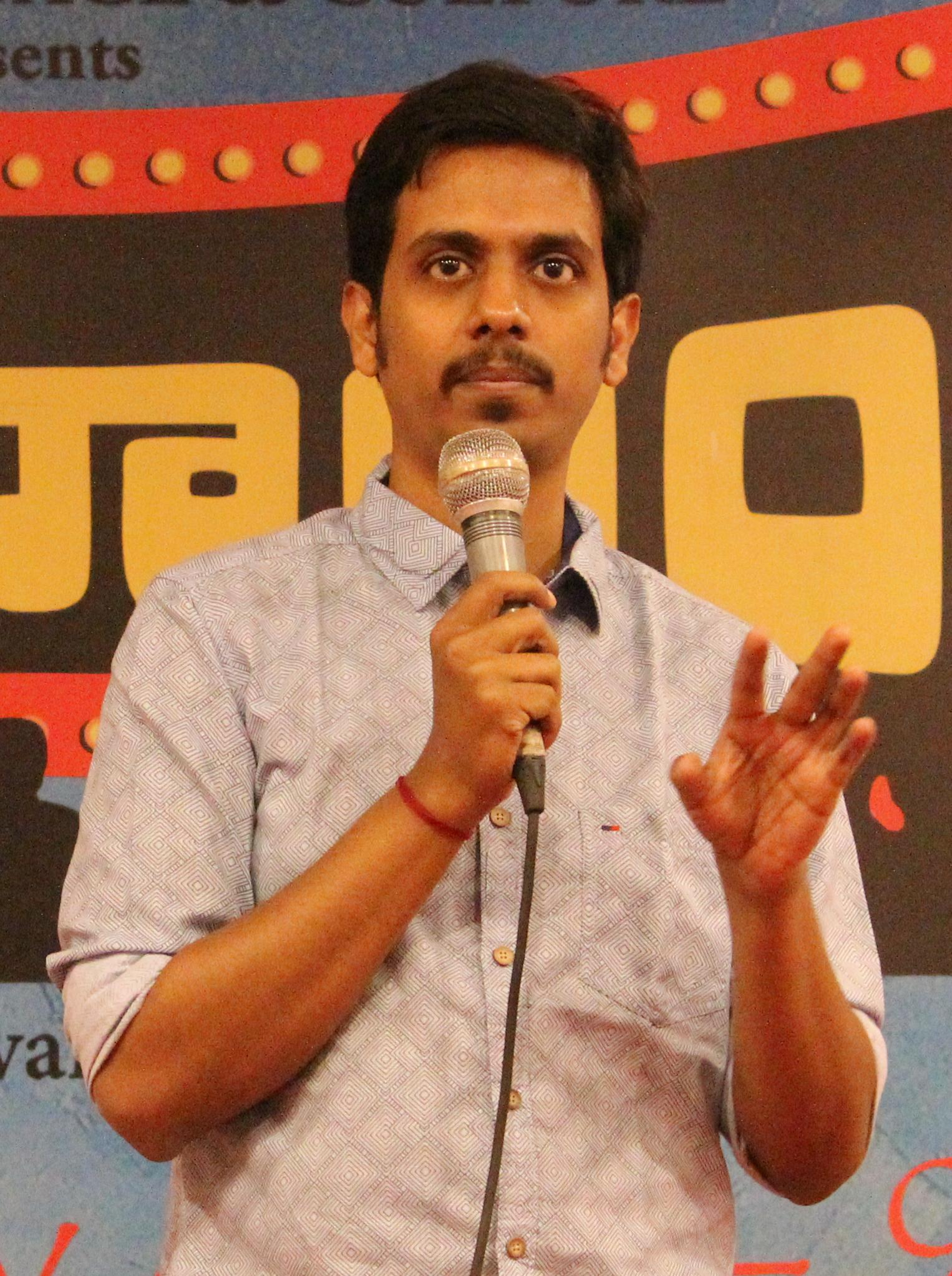
サンカルプ・レッディ

製作はPVPシネマが担当しており、ヒンディー語版の配給はプロデューサーのカラン・ジョーハルが担当した。音楽はKが手がけている。撮影監督はR・マディ、ビジュアル・エフェクト・スーパーバイザーはヴァスデヴァ・R・イヌガラ、編集はA・シュリーカル・プラサードが担当している。主要キャストとしてラーナー・ダッグバーティ、タープシー・パンヌ、ケイ・ケイ・メーノーン、サティヤ・デヴ・カンチャラナ、アトゥル・クルカルニーなどが起用されている。
監督のサンカルプ・レッディによると、製作のきっかけは2012年にヴィシャーカパトナムの潜水艦博物館を訪れたことだという。当初の企画では製作費は100万ルピーで、撮影した映像はYouTubeで公開する予定だった。その後、サンカルプは家族や友人から資金を募り250万ルピーを集め、劇場公開を目指してボリウッドのプロデューサーやスタジオにアプローチするようになった。2013年から2014年にかけてボリウッドの俳優たちに出演を持ちかけるが、真剣に取り合ってくれる俳優はケイ・ケイ・メーナンとラジーヴ・カンデルワルだけだった。
しかし、ラーナーの出演が決まると状況が一変し、「大きな予算が手に入り、スター俳優が登場し、潜水艦のセットも大きくなった」という。製作費の増額に伴い、当初の予定よりも多くのCGを使用することが可能となり、ラーナーの身長に合わせて潜水艦のセットを大きく作り直し、さらに脚本にはラーナーとメノンの対立要素が追加された。ラーナーは映画について、「私たちは陸軍を称賛する映画を数多く作ってきましたが、海軍の映画は今までありませんでした。私がこの映画に出演したのは、戦争の歴史において海軍も陸軍と同等の栄光を受けるに値すると感じていたからです」と語っている。

### 撮影
2016年1月3日から撮影が始まり、ラーナーは『バーフバリ 伝説誕生』の役作りのために鍛えた筋肉を落として撮影に参加している。彼によると、サンカルプやヒロイン役のタープシーの家族にインド海軍の軍人がいたため、2人の知識は演技の際に役立ったという。潜水艦のシーンの撮影は実寸大の潜水艦のセットで行われ、オリンピックサイズのプール内に作られた水中セットと陸上セットの2種類が用意された。
水中スタントのシーンは実際に「ディアブロ」が沈没したヴィシャーカパトナムの海岸で撮影されたが、海流の流れや地形が不明なことや、撮影中に金属片が流れてくるなど危険を伴う撮影となり、ラーナーは撮影のために特殊な訓練を受けて撮影に参加した。潜水艦の水中シーンの撮影は18日間続き、ラーナーはその間太陽光を見れず、換気扇から送られる空気しか呼吸することができなかった。撮影はテルグ語版とヒンディー語版を合わせて60日間程度で終了した。

## 評価

### 批評

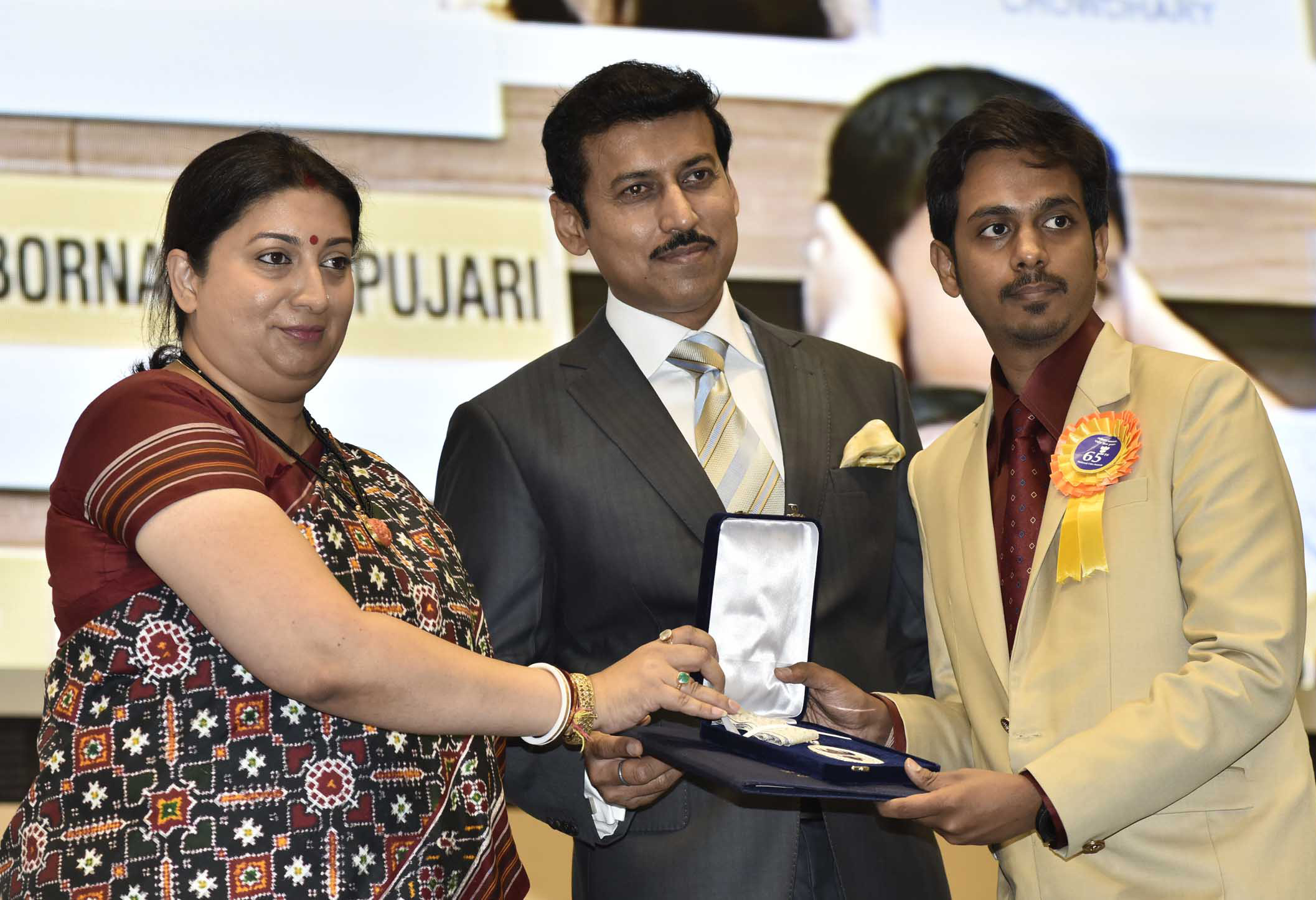
第65回ナショナル・フィルム・アワード授賞式で最優秀テルグ語長編映画賞を受賞するサンカルプ・レッディ（右）

ザ・タイムズ・オブ・インディアのレヌカ・ヴィヴァハレは3/5の評価を与え、「ビジュアルや特殊効果に精彩を欠くが、魅惑的なストーリーによって欠点を補っている。このような問題があるにもかかわらず、この水面下スリラーは鑑賞する価値がある」と批評している。Rediff.comのプラサンナ・D・ゾーアは4/5の評価を与え、「『インパクト・クラッシュ』は戦争の物語を魅惑的に伝えている」と批評している。ニューデリー・テレビジョンのサイバル・チャテルジーは2.5/5の評価を与え、「『インパクト・クラッシュ』は多くの魅惑的な瞬間があり、少数の優れた俳優の才能により支えられている。しかし、プロットはミステリーが欠けている」と批評している。ボリウッド・ハンガマは3.5/5の評価を与え、「素晴らしいインパクトを与え、心を鷲掴みにする戦争ドラマ」と批評している。
インディアン・エクスプレスのサリニ・ランガールは1.5/5の評価を与え、「映画は危機に直面する海のドラマだったかも知れないが、映画はパキスタン人を殺すのに忙しく、中核的な強みが失われている」と批評している。CNNニュース18のディヴァ・パルは1.5/5の評価を与えて脚本の方向性を批判し、「全体として、『インパクト・クラッシュ』には失望している」と批評している。

### 受賞・ノミネート
| 映画賞                                  | 部門                               | 対象                       | 結果       | 出典          |
| --------------------------------------- | ---------------------------------- | -------------------------- | ---------- | ------------- |
| 第65回国家映画賞                        | テルグ語長編映画賞                 | 『インパクト・クラッシュ』 | 受賞       | [ 44 ]        |
| 第65回フィルムフェア賞 南インド映画部門 | テルグ語映画部門作品賞             | 『インパクト・クラッシュ』 | ノミネート | [ 45 ]        |
| 第65回フィルムフェア賞 南インド映画部門 | テルグ語映画部門監督賞             | サンカルプ・レッディ       | ノミネート | [ 45 ]        |
| 第7回南インド国際映画賞                 | テルグ語映画部門作品賞             | 『インパクト・クラッシュ』 | ノミネート | [ 46 ] [ 47 ] |
| 第7回南インド国際映画賞                 | テルグ語映画部門監督賞             | サンカルプ・レッディ       | ノミネート | [ 46 ] [ 47 ] |
| 第7回南インド国際映画賞                 | テルグ語映画部門新人監督賞         | サンカルプ・レッディ       | ノミネート | [ 46 ] [ 47 ] |
| 第7回南インド国際映画賞                 | テルグ語映画部門助演男優賞         | ケイ・ケイ・メーノーン     | ノミネート | [ 46 ] [ 47 ] |
| 第7回南インド国際映画賞                 | エンターテイナー・オブ・ザ・イヤー | ラーナー・ダッグバーティ   | 受賞       | [ 46 ] [ 47 ] |
| 第1回テランガーナ・ガッダル映画賞       | 第3位作品賞                        | 『インパクト・クラッシュ』 | 受賞       | [ 48 ]        |